# 51 (Film)
51 ist ein US-amerikanischer Science-Fiction-Horrorfilm von Jason Connery aus dem Jahr 2011.

## Handlung
Die US Air Force ermöglicht ausgewählten Journalisten, den legendären Stützpunkt Area 51 zu besichtigen. Die US-amerikanische Regierung verfolgt damit das Ziel, dem jahrzehntelangen Mythos um Aliens ein Ende zu bereiten und eindeutig zu beweisen, dass kein einziger Außerirdischer jemals auf der Erde gelandet ist. Colonel Martin weist seine Soldaten vor der Ankunft des Nachrichtenmoderators Sam Whitaker und der Investigativjournalistin Claire Felon an, keinerlei Zugang zu den unteren Ebenen der Basis zu gewähren. Die gesamte Kampagne ist eine Täuschung, denn tief unten in der Erde werden sehr wohl Aliens festgehalten.
Währenddessen verabreicht Dr. Keane einem Alien, Patient Zero genannt, unter dem Schutz zweier Soldaten seine Nahrung. Seit 25 Jahren wird dieser jetzt schon festgehalten und studiert. Besonders gefährlich ist dessen Fähigkeit, bei Berührung eines Menschen exakt dessen Äußeres annehmen zu können. Die Medienvertreter werden langsam ungehalten, da sie nur unbedeutende Dinge zu sehen bekommen, und zweifeln allmählich an dieser Medienkampagne. Patient Zero stellt sich zwischenzeitlich tot, so dass Dr. Keane zu Hilfe eilt. Das Alien berührt ihn und nimmt seine Gestalt an. Die zwei Soldaten erschießen versehentlich den richtigen Dr. Keane. Nachdem Patient Zero auch die zwei Soldaten getötet hat, bricht er aus. Auch ein anderes Alien, Death Lady genannt, kann aus der Zelle entkommen und beginnt zu morden.
Aufgrund des Medienunmutes improvisiert Colonel Martin und gibt auch die zweite Ebene zur Besichtigung frei. Allerdings werden alle Wissenschaftler instruiert, etwas vorzuspielen. Plötzlich wird Alarm ausgelöst, und es bricht Chaos aus. Colonel Martin und seine Gäste versuchen den Aliens zu entkommen. Andere Spezialkommandos, eines unter dem Befehl des weiblichen Sergeants Hannah, machen sich daran, die Aliens aufzuspüren und zu töten. Unterstützt werden sie dabei von dem gutmütigen Alien J-Rod, der generell im Stützpunkt mitarbeitet. Nachdem Patient Zero die Gruppe um Colonel Martin unbemerkt infiltriert hat, spitzt sich die Lage zu. Viele Menschen müssen ihr Leben lassen. Sergeant Hannah kann das Alien Lady Death töten und eilt der Journalistengruppe zu Hilfe. Colonel Martin hat inzwischen die Erlaubnis zur Berichterstattung erteilt, weil er der gefährlichen Geheimnisse leid ist. Wenig später wird er von Sam Whitaker erschossen, der zwischenzeitlich von Patient Zero assimiliert wurde. Doch Sergeant Hannah kann auch dieses Alien töten.
Da die Selbstzerstörung der Anlage durch die Außerirdischen aktiviert wurde, fliehen alle vom Gelände der Area 51. Der Weg führt direkt ins Fernsehstudio, wo Journalistin Claire Felon in Begleitung von J-Rod auftaucht.

## Kritik
„Lachhafter Horrorfilm mit Science-Fiction-Elementen, der sich weder um eine filmisch erzählende noch eine handlungsimmanente Logik bemüht.“

„Wie so gern, wenn die Produktionsgesellschaft After Dark für den Syfy Channel ausführt, ist das Ergebnis nicht zu verachten. Verdiente Genre- und TV-Veteranen wie Jason London, Bruce Boxleitner (‚Tron‘) und Rachel Miner (‚Springfield Story‘) variieren vergnügt bewährte Charakterklischees und prallen in einer hellen, farbenfrohen Inszenierung auf handgemachte Effekte und Kostüme, die weit mehr Wirkung erzielen und länger zu bewundern sind als die sonst in dieser Liga üblichen CGI-Billigmorphe. Gute Sache für Fans vom Fach.“